# Сангар (компания)
Sangar, до 1992 года Тартуская швейная фабрика «Са́нгар» (эст. Tartu õmblusvabrik “Sangar”) — предприятие лёгкой промышленности Эстонии, в советское время одно из крупнейших предприятий швейной промышленности Эстонской ССР. 

## История предприятия

### ВСоветской Эстонии
В 1944 году в Тарту по адресу улица Раэкоя 80 (ныне — улица Раатусе) была основана артель «Сангар» (Sangar), которая в первый год своей работы занималась изготовлением войлочной обуви. В последующие годы с этой артелью были объединены кожевенные артели «Юхенд» (Ühend) и «Тарту Паркал» (Tartu Parkal), обувная артель «Марс» (Mars), артели «Тaрту Экспрессид» (Tartu Ekspressid) и «Калласте» (Kallaste) и объединение сапожников «Пунане Тяхт» (Punane Täht).   
В начале 1950-х годов предприятие стало постепенно переходить на производство швейных изделий. В 1951 году с ним объединилась артель «Текстиль» («Tekstiil») и с 1 июля 1956 года предприятие стало называться Тартуская швейная фабрика «Сангар». С 1957 года фабрика стала полностью специализироваться на производстве рубашек.
Директором фабрики в 1963 году стал 28-летний Юри Крафт (Jüri Kraft), который руководил ею до 1972 года.
«Сангар» был первым предприятием в Эстонии и одним из первых в системе лёгкой промышленности СССР, где внедрили ЭВМ для уменьшения объёма человеческой работы: в подготовительно-раскройном цеху с 1967 года расчёты раскроя ткани регулярно проводились в вычислительном центре Тартуского Государственного университета, сначала на компьютерах Урал-4, с 1971 года — на более скоростных компьютерах Минск-32. В 1966 году был заключён договор со спецлабораторией промышленной психологии Тартуского университета для изучения работы швей и установления факторов, влияющих на её эффективность. В результате была составлена методика определения пригодности к профессии швеи, которая проверялась в течение долгого времени. В 1967 году был заключён договор с кафедрой гигиены врачебного факультета Тартуского университета для анализа санитарно-гигиенического состояния фабрики и условий труда. Были оценены микроклимат фабрики, освещение на рабочих местах, уровень шума, содержание пыли в воздухе и его температура. Разработанные рекомендации по улучшению условий труда и здоровья работников были сразу же внедрены в жизнь: установили кварцевые лампы, увлажнители воздуха и т.д. В сотрудничестве с учёными была также уточнена система повышения качества выпускаемой продукции и внедрена научно обоснованная система обучения персонала.
По состоянию на 1 января 1979 года численность работников фабрики составляла 931 человек. 
Предприятие производило миллион рубашек в год.
Цеха предприятия находились в Тарту, Эльва, Отепя, Йыгева и Пылтсамаа.

### ВЭстонской Республике
21 декабря 1992 года предприятие получило статус акционерного общества (первое время оно называлось AS Sangar STC). Эту дату можно считать датой ликвидации швейной фабрики «Сангар». 
Юри Крафт, до этого работавший министром лёгкой промышленности Эстонской ССР, приобрёл долю акций предприятия и стал председателем совета «Sangar AS»; в 2002 году он отказался от этого поста в пользу своего старшего сына Гуннара Крафта (Gunnar Kraft). 
Юридический адрес компании: город Тарту, бульвар Сыпрузе 2 (эст. Tartu, Sõpruse puiestee 2).
До 2019 года основным видом продукции предприятия были мужские рубашки, которые компания производила в Эстонии. На предприятии также шили джинсы и платья-халаты. В последние годы работы в ассортимент выпускаемой продукции добавилась рабочая одежда для больниц, работников полиции и спасательной службы, а также для крупных предприятий, в частности — компании Tallink.
В январе 2015 года «Sangar AS» и его торговую марку купило шведское предприятие «Oscar of Sweden». Наряду с брендами Sangar и Oscar of Sweden предприятие более 20-ти лет выполняло подрядные заказы таких крупных европейских компаний, как Marimekko, Filippa K, Eton.   
В 2017 году, в честь председательства Эстонии в Европейском Союзе, предприятие по заказу эстонского государства производило галстуки, бабочки и шарфы для того, чтобы их дарили министрам и делегатам, участвующим в заседаниях, связанных с председательством в ЕС.
В 2018 году цена рубашки, пошитой на конвейере, составляла 55–65 евро, сшитой на заказ — 100–140 евро. Компания имела в Эстонии 9 магазинов, которые продавали её продукцию. Торговый оборот в 2018 году составил 5 753 191 евро.
В марте 2019 года было объявлено о закрытии эстонского предприятия по пошиву рубашек и полном переходе на закупки готовой продукции. Этот год считается годом ликвидации швейного предприятия и создания торгового предприятия. Под сокращение попали около 60 связанных с производством работников: швеи, закройщики и другие квалифицированные рабочие. Вместе с тем, в 2018 году уже было сокращено 65 работников. По словам крупного собственника «Sangar AS» Юри Крафта, решение о закрытии производства было связано с тем, что с рынка ушёл основной заказчик предприятия — шведская компания «Eton».
Основные показатели «Sangar AS»
Торговый оборот:
| Год  | 2017      | 2018        | 2019        |
| ---- | --------- | ----------- | ----------- |
| Евро | 6 407 360 | ↘ 5 753 191 | ↘ 5 192 444 |

Численность персонала:
| Дата       | 30.09.2018 | 31.03.2020 | 30.06.2020 |
| ---------- | ---------- | ---------- | ---------- |
| Работников | 125*       | ↘ 49**     | ↘ 40**     |

*Швейное предприятие «Sangar AS»

**Торговое предприятие «Sangar AS»